# Yagra dalmanii
Yagra dalmanii är en fjärilsart som beskrevs av G.R.Ray 1838. Yagra dalmanii ingår i släktet Yagra och familjen Castniidae. Inga underarter finns listade i Catalogue of Life.